# Zilus eleutherae
Zilus eleutherae – gatunek chrząszcza z rodziny biedronkowatych i podrodziny Coccinellinae.

## Taksonomia
Gatunek ten opisany został po raz pierwszy w 1899 roku przez Thomasa Lincolna Caseya na łamach „Journal of the New York Entomological Society” pod nazwą Scymnillus eleutherae. Jako miejsce typowe wskazano Eleutherę na Bahamach. Do rodzaju Zilus przeniesiony został w 1985 roku przez Roberta Gordona.

## Morfologia
Chrząszcz o okrągławym, mocno wysklepionym ciele długości od 0,9 do 1 mm i szerokości od 0,78 do 0,8 mm. Głowa jest owłosiona, fioletowawoczarna z żółtymi czułkami i narządami gębowymi. Policzki zachodzą na oczy złożone. Czułki są bardzo krótkie, zbudowane z dziesięciu członów, z których trzy ostatnie formują zwartą buławkę. Ostatni człon głaszczków szczękowych jest siekierowaty. Przedplecze jest owłosione, na przedzie głęboko wykrojone, o wystających kątach przednio-bocznych i lekko rozpłaszczonych brzegach bocznych. Ubarwienie przedplecza jest fioletowawoczarne z ciemnobrązowymi krawędziami bocznymi. Pokrywy są praktycznie nagie, czarne z fioletowawym odcieniem. Odnóża są ciemnobrązowe z żółtymi, pseudotrójczłonowymi stopami o pazurkach z zębem nasadowym. Spód ciała ma kolor ciemnobrązowy. Samiec ma symetryczne genitalia. Samica cechuje się wąskim i wydłużonym infundibulum.

## Rozprzestrzenienie
Owad neotropikalny, znany tylko z Bahamów i Cape Sable na południowym skraju Florydy w Stanach Zjednoczonych.